# Bentley Mulsanne (2010)
De Bentley Mulsanne is een auto van Bentley. De auto werd voor het eerst getoond op de IAA in Frankfurt, in september 2009 als opvolger van de Bentley Arnage. Vanaf 2010 is de auto in Nederland verkrijgbaar voor €406.689,-.
De Mulsanne is vernoemd naar de "Mulsanne Straight", een lang recht stuk op het circuit van Le Mans. Bentley heeft de beroemde 24-uursrace op dat circuit zes keer gewonnen.
Het ontwerp is geïnspireerd op dat van de Bentley S-Type uit de jaren vijftig.

## Aandrijflijn
Ook de Mulsanne maakt weer gebruik van de 6,75 liter V8-motor die goed is voor een vermogen van 382 kW (512 pk) en een maximum koppel van 1020 Nm. De motor is gekoppeld aan de nieuwe achttraps automatische versnellingsbak van ZF die het vermogen naar de achterwielen overbrengt. Dit stelt de 2,6 ton zware Mulsanne in staat om in 5,3 seconden van 0 naar 100 km/u te accelereren en een topsnelheid van zo'n 300 km/u te halen.